# Iglesia de San Salvador de Palat del Rey
San Salvador de Palat del Rey, también llamada San Salvador del Palaz del Rey es una iglesia cristiana considerada como la más antigua conocida de la ciudad de León, en España. Perteneció a un monasterio fundado por el rey Ramiro II de León, construido entre 931-951 junto a su palacio y destinado a su hija Elvira Ramírez que ingresó en él como monja abadesa. Junto al inmueble hubo un cementerio, estimado como el primer panteón real leonés. Con la incursión de Almanzor en la zona en 988, el complejo sufriría una importante devastación. Más tarde se iniciaron restauraciones en la iglesia que llegó a ser parroquia, aunque alcanzó los primeros años del siglo XX en un estado de abandono tal que a punto estuvo de ser destruida. Se salvó gracias al estudio arquitectónico del arqueólogo Juan Crisóstomo Torbado y al estudio histórico de Manuel Gómez-Moreno; ambos demostraron la importancia de conservar un edificio de gran valor en la historia del reino de León y por lo tanto en la historia de España. En 2006 tuvo lugar la última restauración y puesta en valor de esta iglesia tan antigua. Fue declarada Bien de Interés Cultural en 1931.

## Historia
Entre los años 931 y 935 fue construido un monasterio con su pequeña iglesia, pegado al palacio real de Ramiro II. Este rey fue el fundador de dicho monasterio que puso bajo la advocación de San Salvador para que su hija Elvira formase y dirigiese en él una comunidad de monjas, mujeres pertenecientes a la realeza. Todos los datos al respecto están debidamente narrados en la Crónica de Sampiro, hacia el año 982.

Raminirus [...] filiam suam Geloiram Deo dicavit, et sub nomine eisdem monasterio intra urbem legionensem mire maquitudinis construxit in honore Sancti Salvatoris iuxta palatium regalis.

La permanencia de estas mujeres en este pequeño monasterio duró unos pocos años, hasta su traslado al llamado monasterio de San Pelayo que sería el origen de lo que más tarde se conoció como monasterio de San Isidoro de León. Estas infantas leonesas monjas ostentaron el título de Dominas o Abadesas y la institución tomó el nombre de Infantado de San Pelayo.
Junto a este monasterio de San Salvador de Palat del Rey (o de Palaç de Rei) hubo un cementerio donde fueron enterrados los reyes leoneses Ramiro II, Ordoño III, Sancho I de León y Ordoño IV Tras el paso y devastación de Almanzor en el 988, estos enterramientos se trasladaron al Panteón Real.
En 1076, el rey Alfonso VI y su hermana Urraca donaron el monasterio a la orden de Cluny, constituyendo así San Salvador del Palaz del Rey una de las primeras donaciones a la orden borgoñona en España.
Con el nombre de San Salvador de Palat del Rey se fue restaurando, alterando y reconstruyendo un edificio cuya iglesia llegó a funcionar como parroquia y que pasó por los siglos XIII al XX soportando toda clase de modificaciones. El edificio de la iglesia se presentaba humilde a la vista, sin importancia aparente por lo que fue decisión de las autoridades proceder a su destrucción. Esto sucedía en el año 1910; sin embargo, antes de su derribo se pidió al arquitecto Juan Crisóstomo Torbado que investigara e hiciera un informe por si él consideraba que hubiera algún elemento digno de conservarse. La investigación y el estudio fueron definitivos pues este arquitecto descubrió los restos, la planta y los cimientos de la iglesia mozárabe primitiva, testimonio de una etapa de la historia leonesa. Tras estos descubrimientos y el estudio exhaustivo in situ del profesor Gómez Moreno, las autoridades tomaron la decisión de conservarlo y años más tarde, el 13 de noviembre de 1931 fue declarado Monumento Histórico Artístico. Tras casi un siglo de letargo y en colaboración con el Obispado de León, la institución Fundación del Patrimonio Histórico de Castilla y León se hizo cargo de la última restauración en el año 2006 llevando a cabo una serie de obras de gran calibre y poniendo a punto el templo para uso cultural y actividades litúrgicas.

## Arquitectura
El edificio original era de arquitectura mozárabe, con planta de cruz griega, con acceso al ábside por arco de triunfo sobre columnas. Tuvo dos ábsides de planta de herradura, enfrentados, siendo cuadrangulares los brazos del crucero; el crucero se cubrió por una bóveda gallonada de tradición lombarda compuesta por doce gallones —cuyas aristas arrancan de las diagonales— , que se conserva. Esta bóveda gallonada está construida con piedra toba y sillarejo. Dicha planta original fue descubierta en 1910 en los trabajos de restauración y estudio y fue marcada en el suelo como recuerdo del primer templo.

### El estudio de Gómez Moreno
En el año 1910, a raíz de un intento de demolición de la iglesia, el arquitecto Juan Crisóstomo Torbado fue requerido para hacer una prospección y dictaminar con su juicio el valor del inmueble. Encontró los cimientos de la primitiva iglesia y muchos otros vestigios originales y de tiempos siguientes. Dio a conocer además la importancia histórica que suponía para la historia del Reino de León. Por todo ello se anularon las obras de derribo y se dio prioridad a un estudio artístico-histórico que corrió a cargo del profesor Gómez Moreno que pudo determinar una serie de características propias de un edificio mozárabe de mediados del siglo X.
El ábside de occidente era semicircular por dentro y rectilíneo por fuera. Sus muros estaban hechos con cantos rodados en una mezcla de mortero de cal. Sin embargo los restos de adarajas que aún se podían ver y el paramento interior estaban fabricados con sillería de caliza basta colocada casi sin argamasa, pues el mortero que las une tiene un espesor de dos milímetros. Son piedras muy desiguales en tamaño pues oscilan entre los 60, 42 y 22 cm de alto. La bóveda de este ábside desapareció en algún momento de la historia aunque pueden rastrearse vestigios que hacen pensar en una construcción de gallones.
Siguiendo las excavaciones se descubrió que en el siglo XVI el nivel interior se hallaba a unos 80 cm por encima del primitivo; que en esa época se formó una cabecera con bóveda gótica y una capilla lateral muy pequeña, también con cúpula; además tenía una ventana gótica de tres arcos, que posiblemente fuera anterior.

### Restauraciones de 2006
En esta fecha se llevó a cabo una importante restauración del edificio con la ayuda y patrocinio de la Junta de Castilla y León y la Fundación del Patrimonio Histórico de Castilla y León. También se restauró el retablo del siglo XVI, importante obra de la escuela de Juan de Juni. La finalidad de estas obras fue una puesta a punto y saneamiento para usos culturales y actividades litúrgicas. Todos los implicados en la obra llevaron a cabo un profundo estudio a partir de la documentación conservada de los trabajos del arquitecto Torbado y el profesor Gómez Moreno unido todo ello a las propias investigaciones y estudios hechos in situ para la ocasión.
Así supieron que en el siglo XIII se amplió la planta de la iglesia, transformando la cámara del lado sur de la cruz griega en una nave adosada por este costado. En el siglo XV se hizo una obra simétrica a la anterior en el costado norte. En el XVI hubo renovaciones importantes cuyas obras se alargaron hasta entrado el XVIII; en este periodo de tiempo hubo culto y enterramientos de la aristocracia urbana, además de una evolución al estatus de parroquia. Se amplió la cabecera con cubierta de bóveda de crucería y terceletes, para lo cual demolieron los muros del antiguo ábside oriental. Se prolongó el muro de la nave norte hacia el este, construyendo las capillas de la Caridad al oeste y Santo Cristo al este. Se edificó una sacristía junto a la nueva cabecera y se construyó un atrio de acceso en el lado oeste, derribando el contra ábside mozárabe del que pueden verse algunas piedras del arranque. Se elevó la espadaña de ladrillo. El resultado de todos estos cambios, restaurados y consolidados es la iglesia que se viene contemplando a partir del año 2006.
Bajo la bóveda del crucero se ha instalado una maqueta de metacrilato de variados colores representativos de las distintas fases y edificios superpuestos. También se han señalado los restos de la cabecera y ábsides mozárabes, además de respetarse y hacer resaltar aún más la planta del templo primitivo marcada en el suelo.
La iglesia tiene una continua actividad pues además de servir como pequeño museo sobre su historia, sirve como verdadero templo cuando hay necesidad de emplearlo para alguna ceremonia y liturgia religiosa.

## Retablo mayor

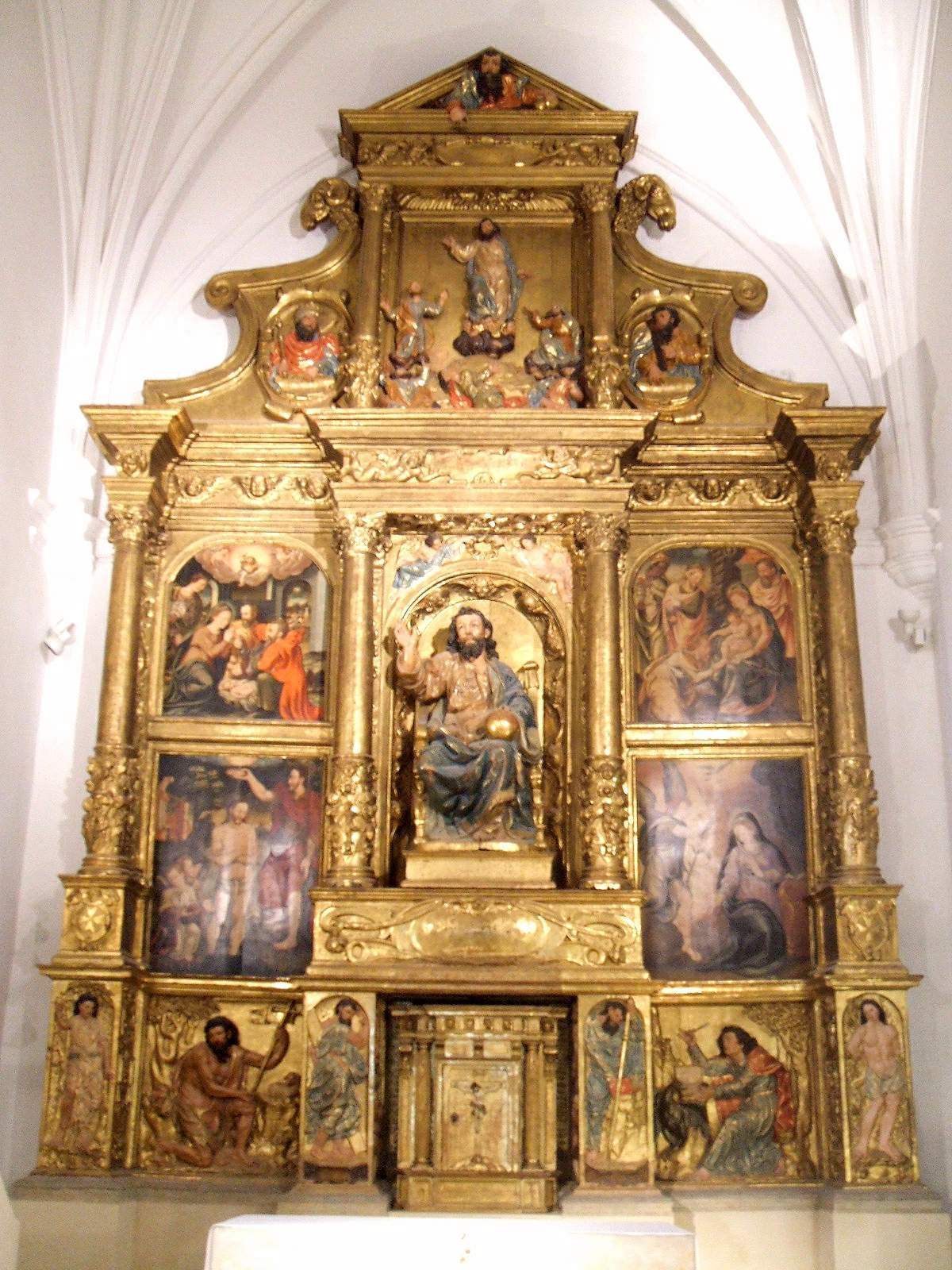
El retablo mayor renacentista de San Salvador de Palat del Rey

El retablo tiene unas dimensiones pequeñas adaptadas al tamaño de la iglesia: 5,19 m de ancho por 8,30 m de alto. El soporte es de madera policromada y está compuesto por escultura y pintura sobre tablas. Sus autores son Guillén Doncel y Juan de Angés, renacentistas de la escuela de Juan de Juni.
Está dedicado al Salvador, cuya escultura ocupa todo el centro y también el recuadro del ático, a cuyos lados y en sendos medallones están los relieves de dos profetas, Isaías y Jeremías. En el banco aparecen las esculturas de los dos santos Juanes, evangelista y bautista más otras figuras que representan a Santiago, San Andrés y San Sebastián.
Las dos calles laterales están ocupadas por cuatro representaciones de la vida de Cristo en pintura sobre tabla. El ático se remata con un frontón triangular en el que se asoma Dios Padre.
El retablo fue restaurado en el año 2006 con la colaboración económica del Obispado de León y la Fundación del Patrimonio Histórico de Castilla y León. Se eliminaron hongos, humedades e insectos xilófagos, aplicando una desinsectación tanto curativa como preventiva. Se eliminaron capas de cera, grasa y polvo que se habían ido acumulando a lo largo de los siglos y se procedió a un gran trabajo a punta de pincel.